# 여자 배달부는 고장난 신호등
"여자 배달부는 고장난 신호등"은 1991년에 개봉한 대한민국의 영화이다.

## 캐스팅
- 한윤경 : 혜라 역
- 홍성영 : 경수 역
- 이강조 : 거북이 역
- 한응 : 영길 역
- 이무정 : 갈매기 역
- 김국현 : 김 반장 역
- 최인숙 : 김 여인 역
- 홍지연 : 경애 역
- 최준 : 복동 역
- 황건 : 태문 역
- 차화선 : 추자 역
- 최강호 : 춘삼 역
- 홍영상 : 태섭 역
- 김경숙 : 영숙 역
- 김예성 : 용팔 역
- 윤세영 : 세영 역
- 황순정 : 이 여사 역
- 홍기영 : 업자 역
- 김인오 : 제비족 역
- 김우빈 : 김 사장 역
- 김광식 : 싸롱보이 역
- 장철 : 호텔 청소원 역
- 김정용 : 화가 역
- 이은주 : 미스 경기 역 (특별출연)
- 이은희 : 미스 강원 역 (특별출연)